# Мампруси
Мампруси (мампулига, мампулуси, мампеле) — народ на северо-востоке Ганы, между реками Насия и Белая Вольта, в пограничных районах Того и на юго-востоке Буркина-Фасо. Численность — 450 тыс. человек.
Близки моси, дагомба, нанкансе, кусаси, талленси. Небольшие группы живут в Кот-д’Ивуар и Мали. Говорят на языке мампрули (мампеле или мампулугу) оти-вольтийской группы языков гур нигеро-конголезской макросемьи.
Мампруси придерживаются традиционных верований, имеются мусульмане-сунниты и христиане-протестанты. Страна Мампруси считается колыбелью всех народ гур, а город Гамбага — политическим и культурным центром комплекса государств Моси-Мампруси-Дагомба.
Традиционное занятие: тропическое подсечно-огневое земледелие, выращивают просо, сорго, фонио, кукурузу, арахис, бобовые культуры и овощи, занимаются скотоводством и разведением домашней птицы, практикуют отходничество в южные районы Ганы на сезонный сбор бобов какао.
Традиционные ремесла: чеканка, ковка, литьё, плетение, гончарное производство.
Социальная организация представляет собой деревни и большисемейные общины, патрилинейность, практикуется покупной брак, вирилокальность и полигиния.